# Karl Tunberg
Karl Owen Tunberg (* 11. März 1907 in Spokane, Washington; † 3. April 1992 in London) war ein US-amerikanischer Drehbuchautor und Filmproduzent.

## Leben
Zusammen mit seiner Mutter Cenna und seinem älteren Bruder William siedelte Karl Tunberg in jungen Jahren von seiner Geburtsstadt in Washington nach Kalifornien über. Eine Zeit lang lebten sie in Santa Barbara, ehe sie sich in Los Angeles niederließen. Dort besuchte Tunberg die Hollywood High School und die University of Southern California. Er schrieb zunächst Kurzgeschichten und veröffentlichte 1935 einen Roman unter dem Titel While the Crowd Cheers. Ab 1937 stand er als Drehbuchautor bei 20th Century Fox unter Vertrag, wo er zumeist mit anderen Autoren Drehbücher für Filmmusicals schrieb, wie etwa für Die Königin vom Broadway (1942) mit Rita Hayworth und Victor Mature. 1942 wechselte er zu Paramount Pictures, wo er bis 1948 tätig war. In den darauffolgenden Jahren arbeitete er als freiberuflicher Autor und produzierte eine Reihe von Filmen, an denen er als Autor beteiligt war, darunter Jean Negulescos Komödie Französische Betten (1959) mit Deborah Kerr.
Von 1950 bis 1951 war Tunberg Präsident der Writers Guild of America, die ihn 1960 für das Drehbuch von William Wylers Klassiker Ben Hur (1959) für den Writers Guild of America Award nominierte. Obwohl auch Christopher Fry, Maxwell Anderson, S. N. Behrman und Gore Vidal als Autoren maßgeblich am Skript von Ben Hur beteiligt waren, wurde lediglich Tunberg im Vor- und Abspann des Films genannt und als einziger der Autoren für den Oscar in der Kategorie Bestes adaptiertes Drehbuch nominiert. Ab 1972 schrieb Tunberg Drehbücher für US-amerikanische Fernsehserien wie Bonanza. 1978 zog er sich aus dem Filmgeschäft zurück. 
Tunberg war dreimal verheiratet und hatte fünf Kinder. Zusammen mit seinem Sohn Terence Tunberg schrieb er die Bücher Master of Rosewood (1980) und The Quest of Ben Hur (1984).

## Filmografie (Auswahl)
Drehbuch
- 1938: Shirley auf Welle 303 (Rebecca of Sunnybrook Farm) – Regie: Allan Dwan
- 1940: Galopp ins Glück (Down Argentine Way) – Regie: Irving Cummings
- 1941: Tall, Dark and Handsome – Regie: H. Bruce Humberstone
- 1941: A Yank in the R.A.F. – Regie: Henry King
- 1942: Die Königin vom Broadway (My Gal Sal) – Regie: Irving Cummings
- 1942: Orchestra Wives – Regie: Archie Mayo
- 1944: Stehplatz im Bett (Standing Room Only) – Regie: Sidney Lanfield
- 1945: Eine Lady mit Vergangenheit (Kitty) – Regie: Mitchell Leisen
- 1947: The Imperfect Lady – Regie: Lewis Allen
- 1948: Startbahn ins Glück (You Gotta Stay Happy) – Regie: H. C. Potter
- 1951: Der Gauner und die Lady (The Law and the Lady) – Regie: Edwin H. Knopf
- 1952: Mein Herz singt nur für Dich (Because You’re Mine) – Regie: Alexander Hall
- 1953: Skandal um Patsy (Scandal at Scourie) – Regie: Jean Negulesco
- 1954: Das Tal der Könige (Valley of the Kings) – Regie: Robert Pirosh
- 1954: Beau Brummel – Rebell und Verführer (Beau Brummell) – Regie: Curtis Bernhardt
- 1955: Der scharlachrote Rock (The Scarlet Coat) – Regie: John Sturges
- 1957: Hongkong war ihr Schicksal (The Seventh Sin) – Regie: Ronald Neame
- 1959: Französische Betten (Count Your Blessings) – Regie: Jean Negulesco
- 1959: Die Nacht ist mein Feind (Libel) – Regie: Anthony Asquith
- 1959: Ben Hur – Regie: William Wyler
- 1962: Taras Bulba – Regie: J. Lee Thompson
- 1964: Beim siebten Morgengrauen (The 7th Dawn) – Regie: Lewis Gilbert
- 1968: Als das Licht ausging (Where Were You When the Lights Went Out?) – Regie: Hy Averback

Produktion
- 1945: Eine Lady mit Vergangenheit (Kitty) – Regie: Mitchell Leisen
- 1948: Startbahn ins Glück (You Gotta Stay Happy) – Regie: H. C. Potter
- 1959: Französische Betten (Count Your Blessings) – Regie: Jean Negulesco
- 1964: Beim siebten Morgengrauen (The 7th Dawn) – Regie: Lewis Gilbert

## Auszeichnungen
- 1942: Oscar-Nominierung in der Kategorie Bestes Originaldrehbuch zusammen mit Darrell Ware für Tall, Dark and Handsome
- 1960: Oscar-Nominierung in der Kategorie Bestes adaptiertes Drehbuch für Ben Hur
- 1960: Nominierung für den Writers Guild of America Award für Ben Hur